# Push the Sky Away
Albums de Nick Cave and the Bad Seeds
Dig, Lazarus, Dig!!!
(2008) Skeleton Tree
(2016)
Singles
1. We No Who U R
Sortie : 3 décembre 2012
2. Jubilee Street
Sortie : 15 janvier 2013
3. Mermaids
Sortie : 20 mai 2013

Push the Sky Away est le 15e album studio du groupe australien Nick Cave and the Bad Seeds, sorti le 18 février 2013.
L'album a été enregistré aux studios La Fabrique de Saint-Rémy-de-Provence dans le sud de la France et a été produit par Nick Launay. Il s'agit du premier album enregistré sans Mick Harvey, qui a quitté le groupe en janvier 2009. Le studio est une ancienne demeure du XIXe siècle dont les murs sont tapissés d'une collection de disques vinyles de musique classique.
Une session a été enregistrée à Brighton, où vit Nick Cave. Pour cette session, Nick Cave, Warren Ellis et Thomas Wydler n'ont pas travaillé avec le bassiste Martyn P. Casey, qui vit en Australie, car ils souhaitaient « juste enregistrer un truc rapide ». Ils ont donc fait appel à Barry Adamson, qui vit près de là et s'est rendu immédiatement disponible. Il joue ainsi la basse sur les titres Finishing Jubilee Street et Push the Sky Away. Nick Cave avait demandé à Blixa Bargeld de chanter sur Push the Sky Away ; il avait accepté avec enthousiasme, mais n'a finalement pas pu se libérer.

## Pochette
La pochette de l'album montre Cave illuminant son épouse, Susie Bick, debout et entièrement nue. La photo a été prise dans la propre chambre de Nick Cave sans rapport avec l'album par la photographe Dominique Issermann, une amie du couple. La photographe était venue chez eux pour prendre des photos de Susie Bick, mannequin, pour un magazine de mode. Nick cave est entré dans la pièce où les deux femmes travaillaient au moment où Susie Bick venait d'enlever une cape avec laquelle elle posait ; elle était nue. Isserman a alors demandé à Nick Cave d'ouvrir la fenêtre, sa femme a été éblouie par la lumière et a penché la tête, et la photographe a photographié la scène par réflexe. Susie Bick et Dominique Issermann ont ensuite repris leur travail. Ce n'est que par la suite que la photographe a revu cette photo, l'a trouvée « incroyable » et l'a montrée à Nick Cave qui a décidé d'en faire la pochette du disque. Il la garantit « sans Photoshop ni retouches. »

## Clip
Le clip du morceau We No Who U R a été réalisé par le français Gaspar Noé sans que Nick Cave soit filmé ou assiste à la fabrication du clip. Les échanges entre le chanteur et le réalisateur ont essentiellement eu lieu par téléphone, la vidéo s'avérant finalement pour Nick Cave « une belle surprise. »

## Liste des titres
Toutes les paroles sont écrites par Nick Cave.
| No | Titre                    | Musique                                | Durée |
| -- | ------------------------ | -------------------------------------- | ----- |
| 1. | We No Who U R            | Nick Cave, Warren Ellis                | 4:04  |
| 2. | Wide Lovely Eyes         | Nick Cave, Warren Ellis                | 3:40  |
| 3. | Water's Edge             | Nick Cave, Warren Ellis, Thomas Wydler | 3:49  |
| 4. | Jubilee Street           | Nick Cave, Warren Ellis                | 6:35  |
| 5. | Mermaids                 | Nick Cave, Warren Ellis                | 3:49  |
| 6. | We Real Cool             | Nick Cave, Warren Ellis                | 4:18  |
| 7. | Finishing Jubilee Street | Nick Cave, Warren Ellis, Thomas Wydler | 4:28  |
| 8. | Higgs Boson Blues        | Nick Cave, Warren Ellis                | 7:50  |
| 9. | Push the Sky Away        | Nick Cave, Warren Ellis                | 4:07  |

| 10. | Needle Boy      | Nick Cave, Warren Ellis                | 4:04 |
| 11. | Lightning Bolts | Nick Cave, Warren Ellis, Thomas Wydler | 3:42 |

| 10. | The Making of Push the Sky Away (vidéo) | 6:40 |

## Musiciens
| Nick Cave and the Bad Seeds - Nick Cave – chants, piano, rhodes, mixage supplémentaire, design - Warren Ellis – violon, alto, guitare ténor, flûte, synthétiseur, rhodes, chœurs, mixage supplémentaire - Martyn P. Casey – basse (1–6, 8), chœurs - Barry Adamson – basse (7, 9), chœurs - Conway Savage – chants, chœurs - Thomas Wydler – batterie, chœurs - Jim Sclavunos – percussions, chœurs Musiciens additionnels - George Vjestica – guitare à douze cordes (4, 5), chœurs (5, 8) - Chris Dauray – saxophone (8) - Jessica Neilson – clarinette basse (8) - Ryan Porter – trombone (8) - Antonio Beliveau – chœurs (1, 3, 7, 9) - Aya Peard – chœurs (1, 3, 7, 9) - Jason Evigan – chœurs (1, 3, 7, 9) | Musiciens additionnels - Natalie Wilde – chœurs (1, 3, 7, 9) - Martha Skye Murphy – chœurs (1, 3, 7) - Enfants de l'école de Saint Martin – chœurs (4, 8, 9) Équipe Technique - Nick Launay – réalisateur, enregistrement, mixage - Nick Cave and the Bad Seeds – production - Kevin Paul – enregistrement additionnel - Anna Laverty – enregistrement additionnel, ingénieur, assistant enregistrement - Damien Arlot – assistant enregistrement - Thomas Lefèbvre – assistant enregistrement - Adam "Atom" Greenspan – assistant mixage - Tim Young – mastering Design personnel - Tom Hingston – design - Dominique Issermann – photographie, artwork - Cat Stevens – photographie |